# Cnesterodon pirai
Cnesterodon pirai es una especie de pez de agua dulce que integra el género Cnesterodon de la familia de los pecílidos en el orden de los Cyprinodontiformes. 

## Taxonomía
Cnesterodon pirai fue descrita para la ciencia en el año 2009, por los ictiólogos Gastón Aguilera, Juan Marco Mirande y María de las Mercedes Azpelicueta.
Etimología
La etimología del término genérico, Cnesterodon, deriva del idioma griego, knester - eros significa 'rascador'. El epíteto específico pirai deriva de las palabras guaraníes pirá, que significa 'pez' e í que significa 'diminuto', en alusión al pequeño tamaño de esta especie, al igual que las otras especies del género Cnesterodon.

## Distribución geográfica
Este pez habita en el centro-este de América del Sur, en aguas de la cuenca del río Paraná en el noreste de la Argentina, específicamente en el centro-oeste de la provincia de Misiones, en la alta cuenca del arroyo Cuñá-Pirú, un afluente de la margen izquierda del río Paraná, que discurre por los departamentos de Libertador General San Martín y Cainguás.
Esta especie solo se conoce de su localidad tipo, el arroyo Almeida, un afluente del arroyo Cuñá-Pirú. A pesar de los esfuerzos de recolección en los diferentes arroyos de la región, especialmente en la cuenca del Cuñá-Pirú, no fue posible encontrarlo en otro curso.
El arroyo Almeida es un pequeño curso fluvial que en su sección más dilatada la corriente apenas presenta 2 m de ancho; posee poca profundidad, con máximas de hasta 80 cm, con pequeñas correderas y pozones, en donde habita especialmente esta especie. El lecho es rocoso, más del 50 % del mismo está cubierto por detritus. Su longitud es de solo 700 m, desde su cabecera hasta la confluencia con el Cuñá-Pirú, aguas arriba del Salto Encantado, una caída de más 40 m de altura que aísla totalmente la biota íctica presente en las porciones superior e inferior de la cuenca.

## Características
Cnesterodon pirai presenta los siguientes caracteres diagnósticos:
- La hembra presenta de 6 a 8 manchas ovales o barras verticales;
- El macho presenta de 7 a 9 manchas irregulares desde ovales hasta puntos;
- El gonopodio no presenta en el radio 3 un filamento distal membranoso en el apéndice terminal;
- Los flancos no poseen una banda marrón oscura;
- El hocico es puntiagudo y largo: 16,7 - 28,7 % HL;
- El perfil ventral del macho adulto no presenta una gran mancha en el área post-gonopodial;
- Asociadas a las barras verticales de los flancos, no presenta manchas en la porción predorsal de la primera, segunda y tercera serie de escamas;
- Cuenta con costillas epipleurales en número de 12 a 13;
- Es recta la superficie medial del proceso ascendente del premaxilar;
- Posee dientes en el cuarto ceratobranquial;
- Se encuentra separada la porción distal del 4º y 5º gonactinosteo, excepto por la punta del 3º gonactinósteo;
- Se encuentra libre el 5º gonactinosteo;
- El apéndice impar del gonopodio presenta una constricción.